# Ruská Kajňa
Ruská Kajňa és un poble i municipi d'Eslovàquia. Es troba a la regió de Prešov, al nord del país.

## Història
La primera referència escrita de la vila data del 1582.

## Demografia
| Godina             | 1994 | 2004    | 2014    | 2024   |
| ------------------ | ---- | ------- | ------- | ------ |
| Nombre de persones | 169  | 134     | 111     | 100    |
| Diferència         |      | −20,71% | −17,16% | −9,90% |

| Godina             | 2023 | 2024   |
| ------------------ | ---- | ------ |
| Nombre de persones | 101  | 100    |
| Diferència         |      | −0,99% |